# Lyrknot
Lyrknot (Trigla lyra) är en bottenfisk i familjen knotfiskar (Triglidae) som lever i östra Atlanten. Tillfälligt påträffad i Danmark, Sverige och Norge.

## Utseende
En avlång fisk med stort, benklätt huvud och starkt sluttande panna. Bakom gällocket har den två kraftiga, bakåtriktade taggar. Kroppen är rosafärgad med blåprickiga bröst- och ryggfenor. Buken är blek. Den främre ryggfenan består av 9 till 10 taggstrålar, medan den bakre har 15 till 16 mjukstrålar. Lyrknoten kan bli upp till 60 cm lång, men är oftast mindre.

## Vanor
Arten lever nära sand- och dybottnar på ett djup mellan 100 och 700 m, oftast dock inte djupare än 400 m. Den lever av kräftdjur som krabbor och räkor. Högsta kända ålder är 7 år. I övrigt är inte mycket känt om artens levnadssätt.

## Utbredning
Lyrknoten finns i östra Atlanten från norra Brittiska öarna och Nordsjön via Madeira och Medelhavet (men inte Svarta havet) till Walvis Bay i Namibia. Den har påträffats vid Danmark, Sverige och Norge.

## Fiske och bevarandestatus
Fiske på arten sker främst i Medelhavet. Lyrknot är vanligt förekommande. IUCN listar arten som livskraftig (LC).